# Ceraon orientalis
Ceraon orientalis är en insektsart som beskrevs av William D. Funkhouser. Ceraon orientalis ingår i släktet Ceraon och familjen hornstritar. Inga underarter finns listade i Catalogue of Life.